# Strade provinciali della provincia di Frosinone
La rete delle strade provinciali della Provincia di Frosinone è composta dalle seguenti strade:

## 1-100
- SP1: CIVITA FARNESE (6.300 km)
- SP2: BRACCIO STAZIONE DI CEPRANO (3.974 km)
- SP3: GUGLIETTA - VALLEFRATTA (12,250 km)
- SP4: FROSINONE - GAETA (1.300 km)
- SP5: MARANO (8.000 km)
- SP6: ISERNIA - ATINA (6.350 km)
- SP7: ROCCASECCA - CASALVIERI (18,370 km)
- SP8: ESPERIA (15,450 km)
- SP9/1: AUSONIA (ACCESSO A S. GIORGIO A LIRI) (2.820 km)
- SP9/2: AUSONIA (ACCESSO A ESPERIA) (1.000 km)
- SP9/3: ACCESSO A PIGNATARO INTERAMNA (EX AUSONIA 1° TRONCO) (2.700 km)
- SP10: SFERRACAVALLI - 1° Tronco (4.060 km)
- SP11: MOROLENSE (18.432 km)
- SP12: BRACCIO STAZIONE SGURGOLA (4.865 km)
- SP13: MARANO - ARNARA (1.400 km)
- SP14: FARNETA (6.730 km)
- SP15/1: CASTRO - POFI - CASILINA - 1° Tronco (11.350 km)
- SP15/2: CASTRO - POFI - CASILINA - 2° Tronco (11.350 km)
- SP16: CARAGNO - PALOMBARA
- SP17: BRACCIO STAZIONE ANAGNI
- SP18: TORRICE - SCANNACAPRE
- SP19: MORINGO ALTO
- SP20: PIGLIO - ARCINAZZO
- SP21: PALIANESE
- SP22: BRACCIO FIUGGI
- SP23/1: FERENTINO - SUPINO - 1° Tronco
- SP23/2: FERENTINO-SUPINO - 2° Tronco
- SP24: ALATRI - FUMONE - FERENTINO
- SP25: CERERE-NAVICELLA
- SP26: ANAGNI-ACUTO
- SP27: FARNETA - ARNARA
- SP28: TREVI - FILETTINO
- SP29: ACCESSO AD ARNARA
- SP30: FILETTINO - CAPISTRELLO
- SP31: ACCESSO AD ACUTO
- SP32: FILETTE
- SP33: ACCESSO SUD FERENTINO (1.833 km)
- SP34: S.CECILIA
- SP35: MONTE S.MARINO
- SP36: ACCESSO A FUMONE
- SP37: ACCESSO NORD FERENTINO (1.750 km)
- SP38: ACCESSO EST ATINA
- SP39: PICINISCO - VILLA LATINA
- SP40: VALLEROTONDA - CARDITO
- SP41: S.ELIA - VALLEROTONDA - 2° Tronco
- SP42: CERVARO - VITICUSO
- SP43: ACCESSO A TORRE CAJETANI
- SP44: ACCESSO A TRIVIGLIANO
- SP45: RAVANO
- SP46: ACCESSO VILLA LATINA
- SP47: ACCESSO ESPERIA
- SP48: ACCESSO A COLLEPARDO
- SP49: TORRE NOVERANA
- SP50: ACCESSO A VEROLI (Giglio - Veroli)
- SP51: ACCESSO AD ARCE
- SP52: AQUINO - PONTECORVO
- SP53: ROMANA SELVA
- SP54: ACCESSO A SERRONE
- SP55: PALIANO STAZIONE
- SP56: ACCESSO SUD ANAGNI
- SP57: ACCESSO A MOROLO
- SP58: ACCESSO A SUPINO
- SP59: VEROLANA
- SP60: S. ANGELO - STRANGOLAGALLI
- SP61: ACCESSO A BOVILLE ERNICA
- SP62: ACCESSO A TERELLE
- SP63: ROCCA D'ARCE - SANTO PADRE (8.000 km)
- SP64: ACCESSO SUD M.S.G. CAMPANO (5.003 km)
- SP65: ACCESSO A BELMONTE CASTELLO (0.630 km)
- SP66: ORTELLA (9.100 km)
- SP67: MONTE S.G.CAMPANO - STRANGOLAGALLI
- SP68: FONTECHIARI - CASALVIERI
- SP69: ACCESSO A FONTECHIARI
- SP70: ACCESSO A CASALVIERI (ROSELLI)
- SP71: TRAMONTI
- SP72: ACCESSO A CASTRO DEI VOLSCI (2.450 km)
- SP73: CHIUSA DEI RICCI
- SP74: FALVATERRA - PASTENA
- SP75: ARPINO - STAZIONE F.S
- SP76/1: DEI SANTI - 2° Tronco
- SP76/2: DEI SANTI - 1° Tronco
- SP77: DEI SANTI BRACCIO EST
- SP78: ACCESSO S. AMBROGIO SUL GARIGLIANO
- SP79: ACCESSO S. ANDREA DEL GARIGLIANO
- SP80: S. ANDREA-VALLEMAIO
- SP81: VIA APPIA NUOVA
- SP82: ACCESSO CERVARO
- SP83: ACCESSO S.VITTORE NEL LAZIO
- SP84: RIPI - STRANGOLAGALLI - CEPRANO - 1° Tronco
- SP85: COLLE LISI (1.850 km)
- SP86: ACCESSO A FONTANA LIRI
- SP87: FONTANA LIRI - STAZIONE F.S
- SP88: VILLA S. STEFANO- AMASENO
- SP89: DEI SANTI BRACCIO OVEST
- SP90: ACCESSO GIULIANO DI ROMA
- SP92: TULLIANA
- SP93: BOVILLE - S.LUCIO
- SP94: COMINIA
- SP95: ACCESSO A PESCOSOLIDO (7.000 km)
- SP96: ACCESSO A CAMPOLI APPENNINO (3.471 km)
- SP97: ACCESSO NORD VICALVI (1.681 km)
- SP98: ACCESSO SUD VICALVI (2.960 km)
- SP99: MELFI (11.500 km)
- SP100: CHIAIAMARI - COLLI (6.317 km)

## 101 - 200
- SP101: LE PRATA - 1° Tronco
- SP102: PRATO DI CAMPOLI
- SP103: SETTEFRATI CANNETO - 1° Tronco
- SP104: ACCESSO NORD GALLINARO
- SP105: ACCESSO SUD GALLINARO
- SP106: ACCESSO AD ALVITO
- SP107: ACCESSO NORD COLFELICE
- SP108: ACCESSO SUD COLFELICE
- SP109: ACCESSO A COLLE S. MAGNO
- SP110: ACCESSO A CASTROCIELO
- SP111: ACCESSO A CASALATTICO
- SP112: ACCESSO A PICINISCO
- SP113: AQUINO PONTECORVO (ACC.SO AQUINO) - (COMUNALE)
- SP114: TRISULTI
- SP115: TRISULTI
- SP116: SALAUCA
- SP117: ACCESSO A PATRICA
- SP118: ANAGNI - PALIANO
- SP119: ACCESSO CASTEL NUOVO PARANO
- SP120: ACCESSO CORENO AUSONIO
- SP121: BRACCIO FONTECUPA
- SP122: MONTICCHIO (3.570 km)
- SP123: FIUGGI - CANTERNO (5.780 km)
- SP124: ACCESSO A PASTENA (0.300 km)
- SP125: GROTTE DI PASTENA (0.750 km)
- SP126: VIA SODINE
- SP127: SABATINO
- SP128: CAMPO STAFFI
- SP129: ACCESSO A FALVATERRA
- SP130: ACCESSO A ROCCA D'ARCE
- SP131: COLONNETTE - ANITRELLA
- SP132: S.ELIA - VALLEROTONDA - 1° Tronco (13.720 km)
- SP133: ANAGNINA - (S.Francesco)
- SP134: CORENO - CASTELFORTE
- SP135: VIA LATINA
- SP136: AUSONIA - SELVACAVA
- SP137: CASTROCIELO - ROCCASECCA
- SP138: ACCESSO ROCCASECCA (COMUNALE)
- SP139: ACCESSO A SANTOPADRE
- SP140: ACCESSO PIEDIMONTE S. GERMANO
- SP141: ACCESSO A POSTA FIBRENO
- SP142: LAGO FIBRENO
- SP143: ACCESSO VILLA S. LUCIA
- SP144: FONTANA LIRI - ARPINO
- SP145: ACCESSO A SGURGOLA
- SP146: RIPI - STRANGOLAGALLI - CEPRANO - 2° Tronco CASTRO - PASTENA - PICO
- SP147: FIUGGI - ARCINAZZO
- SP148: ACCESSO A VICO NEL LAZIO
- SP149: ACCESSO VALLEMAIO
- SP150: GIULIANO DI ROMA - VILLA S. STEFANO
- SP151: CASTRO - PASTENA - PICO
- SP152/1: PIEDIMONTE - PIGNATARO - 2° Tronco COLLEGAMENTO DI PIGLIO CON LA SR 155 racc. "Anticolana"
- SP152/2: PIEDIMONTE - PIGNATARO - 1° Tronco
- SP153: LE PRATA - 2° Tronco
- SP154: S.ELIA - VALVORI - VALLEROTONDA
- SP155: FALVATERRA - COLLEMANNO - CASTRO
- SP156: COLLEGAMENTO DI PIGLIO CON LA SR 155 racc. "Anticolana"
- SP157: COLLEGAMENTO ACUTO CON LA S.R. 155 racc. "Anticolana" MADONNA DEL PIANO - RAVE GROSSE - SEMINASALE
- SP158: ROCCASECCA SCALO - CASELLO A/1 PONTECORVO
- SP159: BONIFICA
- SP160: FIURA - GAUDO - BADIA
- SP161: MADONNA DEL PIANO - RAVE GROSSE - SEMINASALE
- SP162: CAPITINO PONTE SELVA - CASTELLACCIO SAN FILIPPO - ARA LA STELLA - CANALARA
- SP163: PONTE SELVA - CASTELLACCIO
- SP164: SAN FILIPPO - ARA LA STELLA - CANALARA
- SP165: CAVA SAN MAGNO (2.992 km)
- SP166: S.R. n. 82 - STAZIONE DI ARPINO
- SP167: ARPINO - CASALVIERI
- SP168: VILLAMAGNA
- SP169: S. PAOLO
- SP170: S.LIBERATA - COLLE PISCIOSO - PAPETTI
- SP171: CASTELLIRI - CIMITERO - ROMANA SELVA
- SP173: LE COMPERE
- SP174: FILARO
- SP175: CASTELNUOVO PARANO - CORENO AUSONIO
- SP176: ACCESSO SUD S. AMBROGIO SUL GARIGLIANO
- SP177: ACCESSO SUD S. ANDREA DEL GARIGLIANO
- SP178: S. ANGELO IN THEODICE
- SP179: BADIA
- SP180: TRAVERSA PIEDIMONTE S. GERMANO
- SP181: COLLEGAMENTO S.R. n. 6 CASILINA - S.P. AUSONIA
- SP182: ROSELLI - PURGATORIO - SFERRACAVALLI
- SP183: SFERRACAVALLI - CAPODICHINO
- SP184: ROMANA SELVA - SELVA INCORONATA
- SP185: ACQUAFONDATA - CASALCASSINESE
- SP186: BROCCOSTELLA - CARNELLO
- SP187: FONTANA LIRI - SANTOPADRE
- SP188: VIA RIPI SERITICO CASTAGNETO
- SP189: BOVILLE - PANICELLI - LA LUCCA
- SP190: VETTUNO
- SP191: ACCESSO A FONTANA LIRI - STAZ. F.S.
- SP192: LE PIAGGE - ACUTO
- SP193: COMUNACQUA
- SP194: CASTROCIELO - STAZ. F.S. AQUINO
- SP195: COLL.TO S.R. n. 6 CASILINA - CASTROCIELO - ROCCASECCA
- SP196: FRAIOLI
- SP197: TORRETTA
- SP198: LA FORMA - SAN QUIRICO - ROIATE
- SP199: STRANGOLAGALLI - ARCE
- SP200: SERITICO CASTAGNETO

## 201-281
- SP201: ACCESSO AL LAGO DI CANTERNO
- SP202: CERCETO - VADO ROSSO
- SP203: FERENTINO-PORCIANO - 1° Tronco
- SP204: COLLE OLIVO
- SP205: PONTE S. MARIA IN SALICE - CEPRANO
- SP206: PONTECORVO - S.GIOVANNI INCARICO
- SP207/1: ACCESSO A PICO (ATTUALE TRACCIATO)
- SP207/2: ACCESSO A PICO (NUOVO TRACCIATO SARA' DENOMINATA SP CIRCONVALLAZIONE DI PICO)
- SP208: COLLEVENTO - COLLEPECE
- SP209: MONTENERO - CRESPASA
- SP210: MADONNA DELLA STELLA-BROCCO ALTA
- SP211: LE PRATA BRACCIO EST
- SP212/1: MORINGO - VEROLANA - 2° Tronco
- SP212/2: MORINGO - VEROLANA - 1° Tronco
- SP213: FERRARELLE - MANIANO
- SP214: CASA DEL MEDICO - SCARAFONE
- SP215: RIPI CASTELLO - BOVILLE ERNICA
- SP216: MADONNA DELLE GRAZIE - RUSCITTO
- SP217: S. MARCO - TORRETTA
- SP218: CATRAMINA
- SP219: S. MARTINO
- SP220: PIETRALATA - TECCHIENA
- SP221/1: SORA - INCORONATA - VEROLI - 2° Tronco
- SP221/2: SORA - INCORONATA - VEROLI - 1° Tronco
- SP222: VILLA S.LUCIA - PIEDIMONTE S.GERMANO
- SP223: PICINISCO - PRATI DI MEZZO
- SP224: TRISULTI - PONTE DEI SANTI - S. MARIA AMASENO
- SP225: PASTENA CONFINE DI LENOLA
- SP226: ALVITO - S.ONOFRIO - PRATI DI RIO
- SP227: PEDEMONTANA MONTI LEPINI
- SP228: BONIFICA - CAVALLARA
- SP229: TAVERNA CINQUANTA - PONTE OREFICE
- SP231: S. COSMA - TAVERNA
- SP232: CARNELLO - COLLECARINO - ARPINO
- SP233: PONTE NUOVO - CASALI - VAL MINUTA
- SP234: VIA DELL'INDUSTRIA
- SP235: PORTANTINO - FORNACI - CASAMARI
- SP236: V. MORITOLA - CASALOTTI - CIVITA FARNESE
- SP237/1: BORGO VICALVI - STRADONE ZOMPATURO - BIVIO SETTEFRATI - 1° Tronco
- SP237/2: BORGO VICALVI - STRADONE ZOMPATURO - BIVIO SETTEFRATI - 2° Tronco
- SP238: SANTOPADRE-VALLE-TRACCIOLINO
- SP239: S.S. SFERRACAVALLI SP ACCESSO A VICALVI
- SP240: VIA GRANCIARA
- SP241: S.S. SFERRACAVALLI-S.P. CASALVIERI-FONTECHIARI
- SP242: SANTOPADRE - DECIME - CASILINA
- SP243: VALLI
- SP244: CERVARO STAZIONE F.S.- FONTANAROSA
- SP245/1: PONTECORVO - GRECI - PICO (ATTUALE TRACCIATO)
- SP245/2: PONTECORVO - GRECI - PICO (NUOVO TRACCIATO)
- SP246: COLLEPARDO - VICO NEL LAZIO
- SP247: FILETTI
- SP248: PESCARA - PANTANE
- SP249:CIRCONVALLAZIONE CORENO AUSONIO
- SP250: ARCE - ROCCA D'ARCE - PESCHITO
- SP251: S.P. 156 MONTI LEPINI - 1° Tronco
- SP252: S.P. 156 MONTI LEPINI - 2° Tronco
- SP254: FONTANA DEL BASSO
- SP255: CIRCONVALLAZIONE SETTEFRATI
- SP257: BONIFICA (PONTECORVO S.G. INCARICO)
- SP258: EX S.S. 509 FORCA D'ACERO - PONTE MELFA - ROSANISCO
- SP259: EX S.S. 509 FORCA D'ACERO - 3° Tronco
- SP260: EX 509 FORCA D'ACERO - 1° Tronco
- SP261: CIRCONVALLAZIONE CASTRO DEI VOLSCI
- SP262: ACCESSO A PIETRAFITTA
- SP263: SCIFELLI
- SP265:BRACCIO TOMACELLA
- SP266: COLLE GARINELLI
- SP267: MOLE CAPORILLI
- SP268: BRACCETTO BOVILLE
- SP269: CAIRA - OLIVELLA
- SP270: ACCESSO NORD CAMPOLI APPENNINO
- SP271: S. ANGELO IN THEODICE - PIGNATARO INTERAMNA
- SP272: FERENTINO - PORCIANO - 2° Tronco
- SP273: FONTANAROSA - CAPPELLA MORRONI
- SP274: BONIFICA N° 4 (STAZ. FONTANA ROSA - S. ANGELO IN THEODICE)
- SP275: ALLACCIAMENTO STABILIMENTO FIAT
- SP276: STRADA LATO SUD STABILIMENTO FIAT
- SP277: ASSE ATTREZZATO DI FROSINONE (5.670 km)
- SP278/1: VIA MARIA - 1° Tronco (9.270 km)
- SP278/2: VIA MARIA - 2° Tronco (8.630 km)
- SP279: ASSE ATTREZZATO DI CECCANO (2.949 km)
- SP280: COLLEGAMENTO STABILIMENTO FIAT S.R. 6 CASILINA (1.550 km)
- SP281: STRADA PERIMETRALE LATO EST STABILIMENTO FIAT (1.555 km)